# Bittersweet World
Bittersweet World är det tredje studioalbumet av sångerskan Ashlee Simpson. Det släpptes den 22 april 2008, i USA. Simpson har jobbat med producenterna Timbaland, Chad Hugo och Kenna. Albumet har Simpson beskrivit som ett "roligt partyalbum" med en "fånig och galen" sida och lite influenser från 80-talets musik. Hon har också sagt att det här albumet har mer beats än hennes första två album, Autobiography och I Am Me, men bibehåller fortfarande några av albumens gitarrbaserade sound.

## Låtlista
| Nr  | Titel                                             | Låtskrivare                                                       | Producent(er)                        | Längd |
| --- | ------------------------------------------------- | ----------------------------------------------------------------- | ------------------------------------ | ----- |
| 01. | "Outta My Head (Ay Ya Ya)"                        | Ashlee Simpson, The Royal Court, Jerome Harmon, Santogold, Kenna  | Timbaland, King Logan, Jerome Harmon | 3:37  |
| 02. | "Boys"                                            | Ashlee Simpson, Chad Hugo, Kenna, Jim Beanz                       | Chad Hugo, Kenna                     | 3:31  |
| 03. | "Rule Breaker"                                    | Ashlee Simpson, King Logan, Jerome Harmon, Jim Beanz              | Timbaland, King Logan, Jerome Harmon | 3:20  |
| 04. | "No Time for Tears"                               | Ashlee Simpson, Chad Hugo, Kenna                                  | Chad Hugo, Kenna                     | 3:36  |
| 05. | "Little Miss Obsessive" (featuring Tom Higgenson) | Ashlee Simpson, Jim Beanz, Victor Valentine, Karl Berringer       | Jack Joseph Puig, Karl Berringer     | 3:41  |
| 06. | "Ragdoll"                                         | Ashlee Simpson, King Logan, Jerome Harmon, Santi White, Jim Beanz | Timbaland, King Logan, Jerome Harmon | 3:34  |
| 07. | "Bittersweet World"                               | Ashlee Simpson, King Logan, Jerome Harmon, Kenna                  | Timbaland, King Logan, Jerome Harmon | 4:10  |
| 08. | "What I've Become"                                | Ashlee Simpson, Kenna, King Logan, Jerome Harmon, Jim Beanz       | Timbaland, King Logan, Jerome Harmon | 3:51  |
| 09. | "Hot Stuff"                                       | Ashlee Simpson, Chad Hugo, Kenna                                  | Chad Hugo, Kenna                     | 3:13  |
| 10. | "Murder" (featuring Izza Kizza)                   | Ashlee Simpson, King Logan, Jerome Harmon, Jim Beanz              | Timbaland, King Logan, Jerome Harmon | 4:02  |
| 11. | "Never Dream Alone"                               | Ashlee Simpson, Kenna                                             | Ashlee Simpson, Kenna                | 3:18  |

### Bonuslåtar
- "Invisible" - 3:45
- "I'm Out" - 3:47
- "Can't Have It All" - 3:53
- "Follow You Wherever You Go" - 3:34

### Bonus DVD
- Exklusiv "Making of the "Outta My Head (Ay Ya Ya)" Music Video".

## Singlar
- Outta My Head (Ay Ya Ya)
- Little Miss Obsessive Feat. Tom Higgenson

## Releasedatum
| Region         | Datum          |
| -------------- | -------------- |
| Australien     | 19 april, 2008 |
| Kanada         | 22 april, 2008 |
| Nya Zeeland    | 22 april, 2008 |
| Singapore      | 22 april, 2008 |
| USA            | 22 april, 2008 |
| Mexiko         | 11 maj, 2008   |
| Sverige        | 13 maj, 2008   |
| Brasilien      | 14 maj, 2008   |
| Storbritannien | 19 maj, 2008   |
| Tyskland       | 23 maj 2008    |